# John Newbery
John Newbery (* 9. Juli 1713 in Waltham St. Lawrence, Berkshire; † 22. Dezember 1767 in Islington, London) war ein englischer Verleger und Buchhändler. Er lieferte neue Impulse für die Kinder- und Jugendliteratur und trug dazu bei, sie als beständiges Genre zu etablieren.

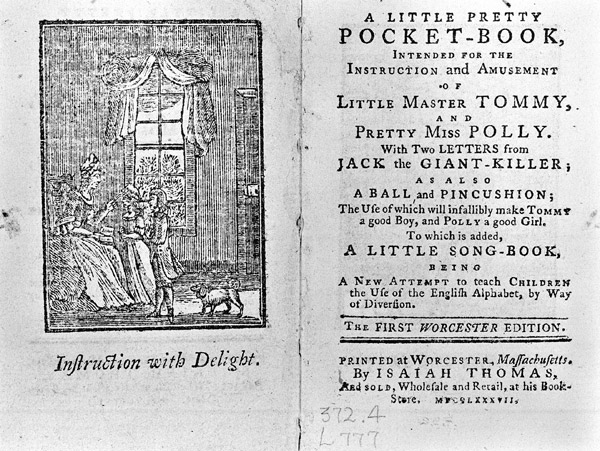
Titelseiten von A Little Pretty Pocket-Book

## Leben
John Newbery wurde als Sohn eines Bauern geboren. Mit sechzehn Jahren ging er nach Reading, wo er beim Drucker William Carnan (Vater von Anna Maria Carnan, die 1752 den Dichter Christopher Smart heiratete) in die Lehre ging. Nach dem Tod seines Meisters im Jahr 1737 erbte Newbery einen Teil des Besitzes und heiratete die Witwe. Ab 1740 begann er in Reading mit der Veröffentlichung von Büchern. 1744 veröffentlichte Newbery sein erstes Kinderbuch, A Little Pretty Pocket-Book, das Kinder zu gutem Benehmen aufforderte. Schließlich siedelte er 1745 mit seiner Familie nach London um. Dort eröffnete er eine eigene Buchhandlung, The Bible and the Sun.
In den folgenden Jahren veröffentlichte er religiöse Zeitschriften, Zeitungen und Bücher, insbesondere eben Kinderbücher. Letztere hoben sich allesamt durch ihren hochwertigen Druck und ihr haltbares Papier hervor und setzten somit neue Standards für das Genre. Obwohl Newbery seine Bücher anonym veröffentlichte, nimmt man an, dass er einige davon selbst schrieb; in anderen Fällen beschäftigte er namhafte Autoren.
Newberys Kinderbücher waren auch insofern neuartig, als sie nicht ausschließlich moralische Werte vermittelten, sondern einen gewissen Unterhaltungswert hatten. Allerdings waren sie wohl nicht die ersten derartigen Werke, denn bereits mehr als zwei Jahre vor Newberys ersten Büchern veröffentlichte Thomas Boreman seine Gigantick Histories. 1751 gab Newbery die erste Zeitschrift für Kinder, The Lilliputian Magazine, heraus. 1765 veröffentlichte er sein erfolgreichstes Kinderbuch, The History of Little Goody Two-Shoes, das möglicherweise von Oliver Goldsmith geschrieben wurde.

## Sonstiges
Nach John Newbery ist die Newbery Medal benannt, die seit 1922 jährlich von der American Library Association für herausragende Werke der Kinderliteratur vergeben wird.